# Mannetjies Gericke
Pas d'image ? Cliquez ici

a Compétitions nationales et continentales officielles uniquement.

b Matchs officiels uniquement.
Mannetjies Gericke, né le 8 juin 1933 à Kimberley et mort le 22 octobre 2010, est un joueur de rugby à XV international sud-africain et rugby à XIII international sud-africain évoluant au poste de demi de mêlée à XV et demi de mêlée à XIII.

## Palmarès

### Rugby à XV

#### Détails en sélection
| Matchs internationaux de Mannetjies Gericke en rugby à XV | Matchs internationaux de Mannetjies Gericke en rugby à XV | Matchs internationaux de Mannetjies Gericke en rugby à XV | Matchs internationaux de Mannetjies Gericke en rugby à XV | Matchs internationaux de Mannetjies Gericke en rugby à XV | Matchs internationaux de Mannetjies Gericke en rugby à XV | Matchs internationaux de Mannetjies Gericke en rugby à XV | Matchs internationaux de Mannetjies Gericke en rugby à XV | Matchs internationaux de Mannetjies Gericke en rugby à XV | Matchs internationaux de Mannetjies Gericke en rugby à XV | Matchs internationaux de Mannetjies Gericke en rugby à XV | Matchs internationaux de Mannetjies Gericke en rugby à XV |
|                                                           | Date                                                      | Adversaire                                                | Résultat                                                  | Compétition                                               | Poste                                                     | Points                                                    | Essais                                                    | Pen.                                                      | Drops                                                     |                                                           |                                                           |
| --------------------------------------------------------- | --------------------------------------------------------- | --------------------------------------------------------- | --------------------------------------------------------- | --------------------------------------------------------- | --------------------------------------------------------- | --------------------------------------------------------- | --------------------------------------------------------- | --------------------------------------------------------- | --------------------------------------------------------- | --------------------------------------------------------- | --------------------------------------------------------- |
| sous les couleurs de l'Afrique du Sud                     |                                                           |                                                           |                                                           |                                                           |                                                           |                                                           |                                                           |                                                           |                                                           |                                                           |                                                           |
| 1.                                                        | 30 avril 1960                                             | Écosse                                                    | 18-10                                                     | Test match                                                | Demi de mêlée                                             | 3                                                         | 1                                                         | -                                                         | -                                                         |                                                           |                                                           |

### Rugby à XIII

#### Détails en sélection
| Matchs internationaux de Mannetjies Gericke en rugby à XIII | Matchs internationaux de Mannetjies Gericke en rugby à XIII | Matchs internationaux de Mannetjies Gericke en rugby à XIII | Matchs internationaux de Mannetjies Gericke en rugby à XIII | Matchs internationaux de Mannetjies Gericke en rugby à XIII | Matchs internationaux de Mannetjies Gericke en rugby à XIII | Matchs internationaux de Mannetjies Gericke en rugby à XIII | Matchs internationaux de Mannetjies Gericke en rugby à XIII | Matchs internationaux de Mannetjies Gericke en rugby à XIII | Matchs internationaux de Mannetjies Gericke en rugby à XIII | Matchs internationaux de Mannetjies Gericke en rugby à XIII | Matchs internationaux de Mannetjies Gericke en rugby à XIII |
|                                                             | Date                                                        | Adversaire                                                  | Résultat                                                    | Compétition                                                 | Poste                                                       | Points                                                      | Essais                                                      | Pen.                                                        | Drops                                                       |                                                             |                                                             |
| ----------------------------------------------------------- | ----------------------------------------------------------- | ----------------------------------------------------------- | ----------------------------------------------------------- | ----------------------------------------------------------- | ----------------------------------------------------------- | ----------------------------------------------------------- | ----------------------------------------------------------- | ----------------------------------------------------------- | ----------------------------------------------------------- | ----------------------------------------------------------- | ----------------------------------------------------------- |
| sous les couleurs de l'Afrique du Sud                       |                                                             |                                                             |                                                             |                                                             |                                                             |                                                             |                                                             |                                                             |                                                             |                                                             |                                                             |
| 1.                                                          | 20 juillet 1963                                             | Australie                                                   | 6-34                                                        | Test match                                                  | Demi de mêlée                                               | -                                                           | -                                                           | -                                                           | -                                                           |                                                             |                                                             |
| 2.                                                          | 27 juillet 1963                                             | Australie                                                   | 21-54                                                       | Test match                                                  | Demi de mêlée                                               | 3                                                           | 1                                                           | -                                                           | -                                                           |                                                             |                                                             |